# David Klein
David M. Klein (Haarlem, 20 december 1993) is een Nederlands schaakgrootmeester.

## Schaken
David Klein kreeg zijn eerste schaaklessen bij schaakvereniging Heemstede. Daarna werd hij lid bij OEW (Jeugdschaakclub Op Eigen Wieken) in Leiden en Zukertort in Amstelveen. Sinds zijn elfde speelt hij bij schaakvereniging Kennemer Combinatie in Haarlem. Hij nam deel aan diverse toernooien. In januari 2012 won hij de derde Tata Steel studies solving competition. In 2017 werd Klein Nederlands clubkampioen en bekerkampioen met Kennemer Combinatie.

## Grootmeester
Bij het Europees kampioenschap in Plovdiv (maart 2012) behaalde Klein zijn derde meesternorm -en tegelijkertijd zijn eerste (en tweede) grootmeesternorm. In augustus 2013 haalde hij zijn derde grootmeesternorm op het BDO Chess Tournament in Haarlem. Op het Cote d'Argent-toernooi bij Camping La Rochade van Jules Armas in Naujac-sur-Mer passeerde Klein de 2500-rating, waarmee hij aan de voorwaarden van het grootmeesterschap voldeed.

## Maatschappelijke carrière
Klein behaalde in 2015 zijn bachelor Molecular Science & Technology aan de Universiteit Leiden. 